# Пједиморденти (Ријети)
Пједиморденти је насеље у Италији у округу Ријети, региону Лацио.
Према процени из 2011. у насељу је живело 36 становника. Насеље се налази на надморској висини од 785 м.